# Хелън Филдинг
Хелън Елизабет Филдинг (на английски: Helen Elizabeth Fielding) е английска сценаристка и писателка на бестселъри в жанра чиклит.

## Биография
Родена е на 19 февруари 1958 г. в Морли, Западен Йоркшър, Англия.
В продължение на години работи като вестникарски и телевизионен журналист, пътувайки често в Африка, Индия и Централна Америка.
Хелън Филдинг живее в Лондон и Лос Анджелис.

## Произведения

### Самостоятелни романи
- Cause Celeb (1994)
- Olivia Joules and The Overactive Imagination (2003)
Оливия Джаулс и развинтеното въображение, изд.: ИК „Обсидиан“, София (2004), прев. Савина Манолова

### Серия „Бриджит Джоунс“ (Bridget Jones)
1. Bridget Jones's Diary (1996)
Дневникът на Бриджет Джоунс, изд.: ИК „Колибри“, София (2003, 2014), „Хеликон“ (2019), прев. Савина Манолова
2. The Edge of Reason (1999)
Бриджет Джоунс на ръба на разума, изд.: ИК „Колибри“, София (2014), прев. Савина Манолова
3. Mad About the Boy (2013)
Бриджет Джоунс луда по онова момче, изд.: ИК „Колибри“, София (2014), прев. Надя Баева
4. Bridget Jones's Baby (2016)
Бриджет Джоунс: Бебе на хоризонта, изд.: ИК „Колибри“, София (2016), прев. Надя Баева

### Сборници
- Ox-Tales:Air (2009) – с Диран Адебайо, Берил Бейнбридж, А. Л. Кенеди, Алегзандър Маккол Смит, Д. Б. С. Пиер, Викрам Сет, Камила Шамси, Хелън Симпсън и Луиз Уелш

### Документалистика
- Bridget Jones's Guide to Life (2001)

### Екранизации
- 2001 Дневникът на Бриджит Джоунс
- 2004 Бриджит Джоунс: На ръба на разума
- 2016 Бриджит Джоунс: Бебе на хоризонта